# Свобода вероисповедания в Грузии
Свобода вероисповедания в Грузии — право, предусмотренное в конституции Грузии (статья), предусматривающее свободу вероисповедания всем гражданам страны. Каждый гражданин имеет право на свободу вероисповедания. Не допускается преследовать гражданина ввиду вероисповедания.

## Закон
В Грузии закон о свободе вероисповедания признает все религиозные объединения, хотя раньше законные права в государстве имела лишь Грузинская православная церковь.

## Равенство религий
В 2016 году в ВС Грузии открылась первая мусульманская молельня, но в тюрьмах по-прежнему лишь православная церковь имеет места религиозного назначения.

## Критика
В в докладе Госдепа «Религиозная свобода в мире в 2016 году» эксперты отметиил привилегированное положение Грузинской павославной церкви.
В 2020 году Госдепартамент США опубликовал Доклад о состоянии свободы религии в мире в 2019 году. В докладе также идет речь о льготах, предоставленных Грузинской павославной церкви в плане строительства, реставрации и содержания культовых сооружений, которыми не пользуются другие религиозные группы. Также отмечено, что ГПЦ не позволила проводить церковные службы в Абхазии, в том числе в Гальском районе, где проживают этнические грузины.